# Ihr Kinderlein, kommet
"Ihr Kinderlein, kommet" (Vinde, vós, criancinhas) é uma canção de Natal alemã. Existe também uma adaptação portuguesa com o nome "Correi, pastorinhos".

## História
A letra e a melodia com que a cantiga é hoje interpretada tiveram origens independentes. A letra foi escrita pelo escritor e padre católico Christoph von Schmid em 1798. Chamava-se então "Die Kinder bei der Krippe" (As crianças no presépio). e foi publicada na sua obra de poesia para crianças "Blüten dem blühenden Alter gewidmet". A melodia foi escrita por Johann Abraham Peter Schulz em 1790 mas para uma outra canção chamada "Wie reizend, wie wonnig".
A melodia e a letra como um conjunto único só foram publicadas por volta de 1832 na obra "Sechzig deutsche Lieder für dreißig Pfennig" de Friedrich Heinrich Eickhoff.

## Adaptações para outras línguas
- "Correi, pastorinhos" (português)[1]
- "O Come, Little Children" (inglês)[2]

## Letra

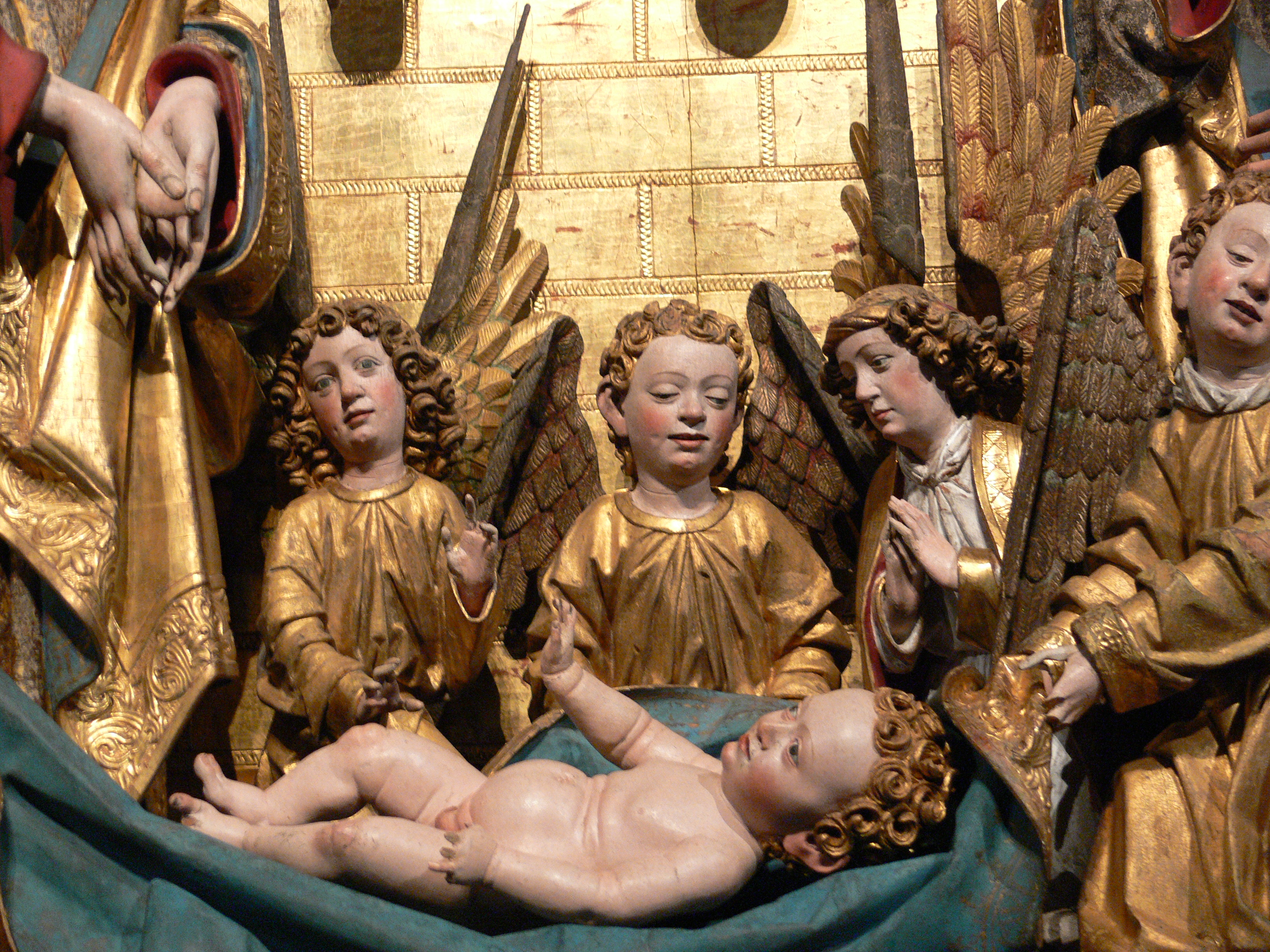
Hans Klocker: Retábulo de Tramin (detalhe, séc. XV) no Museu Nacional da Baviera.

Ihr Kinderlein, kommet, o kommet doch all!

Zur Krippe her kommet in Bethlehems Stall

und seht, was in dieser hochheiligen Nacht

der Vater im Himmel für Freude uns macht!

O seht in der Krippe im nächtlichen Stall,

seht hier bei des Lichtleins hell glänzendem Strahl

den reinliche Windeln, das himmlische Kind,

viel schöner und holder als Engel es sind!

Da liegt es, das Kindlein, auf Heu und auf Stroh,

Maria und Josef betrachten es froh.

Die redlichen Hirten knien betend davor,

hoch oben schwebt jubelnd der Engelein Chor.

O beugt wie die Hirten anbetend die Knie,

erhebet die Hände und danket wie sie!

Stimmt freudig, ihr Kinder, wer wollt sich nicht freun,

stimmt freudig zum Jubel der Engel mit ein!

O betet: Du liebes, du göttliches Kind,

was leidest du alles für unsere Sünd!

Ach hier in der Krippe schon Armut und Not,

am Kreuze dort gar noch den bitteren Tod.

So nimm unsre Herzen zum Opfer denn hin;

wir geben sie gerne mit fröhlichem Sinn.

Ach mache sie heilig und selig wie Deins

und mach sie auf ewig mit Deinem nur eins.